# メトロノース鉄道ハーレム線
ハーレム線（Harlem Line）は、メトロノース鉄道が運営する鉄道路線。ニューヨークのグランド・セントラル駅とその北に位置するニューヨーク州のワセイク駅を結ぶ。

## 概要
ハーレム線は主に川沿いの公園道路の近くを走っている。南からブロンクス川公園道路、ソウ・ミル川公園道路と州間高速道路684の近くを走っている。
この路線は、大きく3つに分けることができる。マンハッタンからノース・ホワイト・プレインズ駅、ノース・ホワイト・プレインズからサウスイースト駅は電化区間であり、サウスイースト駅からワセイク駅は非電化区間である。

## 運行形態
ダイヤは平日朝の始発列車からグランド・セントラル駅を基準に朝10時までに同駅に到着する、もしくは平日朝9時までに同駅を発車する列車を「AMピーク」、平日夕方4時以降に同駅を発車する列車を「PMピーク」と呼び運賃が若干高めに設定されている。
運行系統は主にサウスイースト駅で分かれる。サウスイースト駅以南では列車種別はエクスプレス（速達列車）とローカル（普通列車）がある。ローカルは主にグランド・セントラル駅からノース・ホワイト・プレインズ駅を各駅にとまり、エクスプレスはローカルが止まるグランド・セントラル駅からノース・ホワイト・プレインズ駅を通過し（ハーレム 125丁目駅、ホワイト・プレインズ駅、ノース・ホワイト・プレインズ駅は主に止まる）、ノース・ホワイト・プレインズ駅からサウスイースト駅を各駅にとまる。サウスイースト駅以北ではディーゼル機関車けん引の客車列車である。直通運転はピーク時にしかしておらず、通常運転では、サウスイースト駅で折り返し運転を行う。

## 駅一覧
- 電化は第三軌条方式

| 電化方式 | 駅名                                | 英名                     | 累計マイル | 累計キロ | 接続路線・備考 | 所在地                 | 所在地                | 所在地 |
| -------- | ----------------------------------- | ------------------------ | ---------- | -------- | --- | ---------------------- | --------------------- | ------ |
| 電化     | グランド・セントラル駅              | Grand Central Station    | 0.0        |          | メトロノース鉄道:ニューヘイブン線・ハドソン線 ニューヨーク市地下鉄:4系統・5系統・6系統 ・7系統・S系統（42丁目シャトル） | マンハッタン           | マンハッタン          | NY     |
| 電化     | ハーレム 125丁目駅                  | Harlem - 125th Street    | 4.2        |          | メトロノース鉄道:ニューヘイブン線・ハドソン線 ニューヨーク市地下鉄:4系統・5系統・6系統                                  | マンハッタン           | マンハッタン          | NY     |
| 電化     | メルローズ駅                        | Melrose                  | 6.1        |          | | ブロンクス             | ブロンクス            | NY     |
| 電化     | トレモント駅                        | Tremont                  | 7.9        |          | | ブロンクス             | ブロンクス            | NY     |
| 電化     | フォードハム駅                      | Fordham                  | 8.9        |          | メトロノース鉄道:ニューヘイブン線 ニューヨーク市地下鉄:B系統・D系統                                                     | ブロンクス             | ブロンクス            | NY     |
| 電化     | ボタニカル・ガーデン駅              | Botanical Garden         | 9.5        |          | | ブロンクス             | ブロンクス            | NY     |
| 電化     | ウィリアムズ・ブリッジ駅            | Williams Bridge          | 10.5       |          | | ブロンクス             | ブロンクス            | NY     |
| 電化     | ウッドローン駅                      | Woodlawn                 | 11.8       |          | | ブロンクス             | ブロンクス            | NY     |
| 電化     | ウェイクフィールド駅                | Wakefield                | 12.6       |          | | ブロンクス             | ブロンクス            | NY     |
| 電化     | マウント・ヴァーノン ・ウエスト駅   | Mount Vernon West        | 13.1       |          | | マウント・ヴァーノン   | ウエスト チェスター郡 | NY     |
| 電化     | フリートウッド駅                    | Fleetwood                | 14.3       |          | | マウント・ヴァーノン   | ウエスト チェスター郡 | NY     |
| 電化     | ブロンクスビル駅                    | Bronxville               | 15.3       |          | | ブロンクスビル         | ウエスト チェスター郡 | NY     |
| 電化     | タッカホー駅                        | Tuckahoe                 | 16.0       |          | | タカホー               | ウエスト チェスター郡 | NY     |
| 電化     | クレストウッド駅                    | Crestwood                | 16.7       |          | | タカホー               | ウエスト チェスター郡 | NY     |
| 電化     | スカーズデール駅                    | Scarsdale                | 19.0       |          | | スカーズデール         | ウエスト チェスター郡 | NY     |
| 電化     | ハーツデール駅                      | Hartsdale                | 20.6       |          | | ハーツデール           | ウエスト チェスター郡 | NY     |
| 電化     | ホワイト・プレインズ駅              | White Plains             | 22.3       |          | | ホワイト・プレインズ   | ウエスト チェスター郡 | NY     |
| 電化     | ノース ・ホワイト・プレインズ駅     | North White Plains       | 23.8       |          | | ホワイト・プレインズ   | ウエスト チェスター郡 | NY     |
| 電化     | バルハラ駅                          | Valhalla                 | 25.5       |          | | バルハラ               | ウエスト チェスター郡 | NY     |
| 電化     | マウント・プレザント駅              | Mount Pleasant           | 27.2       |          | | ホウソーン             | ウエスト チェスター郡 | NY     |
| 電化     | ホウソーン駅                        | Hawthorne                | 28.2       |          | | ホウソーン             | ウエスト チェスター郡 | NY     |
| 電化     | プレザントビル駅                    | Pleasantville            | 30.5       |          | | プレザントビル         | ウエスト チェスター郡 | NY     |
| 電化     | チャパクア駅                        | Chappaqua                | 32.4       |          | | チャパクア             | ウエスト チェスター郡 | NY     |
| 電化     | マウント・キスコ駅                  | Mount Kisco              | 36.5       |          | | マウント・キスコ       | ウエスト チェスター郡 | NY     |
| 電化     | ベッドフォード・ヒルズ駅            | Bedford Hills            | 39.2       |          | | ベッドフォード・ヒルズ | ウエスト チェスター郡 | NY     |
| 電化     | カトナ駅                            | Katonah                  | 41.2       |          | | カトナ                 | ウエスト チェスター郡 | NY     |
| 電化     | ゴールデンズ・ブリッジ駅            | Golden's Bridge          | 43.7       |          | | ゴールデンズ・ブリッジ | ウエスト チェスター郡 | NY     |
| 電化     | パーディーズ駅                      | Purdy's                  | 46.0       |          | | ノース・セーラム       | ウエスト チェスター郡 | NY     |
| 電化     | クロトン・フォールズ駅              | Croton Falls             | 47.7       |          | | ノース・セーラム       | ウエスト チェスター郡 | NY     |
| 電化     | ブルースター駅                      | Brewster                 | 51.9       |          | | ブルースター           | パットナム郡          | NY     |
| 電化     | サウスイースト駅                    | Southeast                | 53.2       |          | | ブルースター           | パットナム郡          | NY     |
| 非電化   | パターソン駅                        | Patterson                | 60.2       |          | | パターソン             | パットナム郡          | NY     |
| 非電化   | ポーリング駅                        | Pawling                  | 63.7       |          | | ポーリング             | ダッチェス郡          | NY     |
| 非電化   | アパラチアン・トレイル駅            | Appalachian Trail        | 65.9       |          | | ポーリング             | ダッチェス郡          | NY     |
| 非電化   | ハーレム・バレー ＝ウィングデール駅 | Harlem Valley – Wingdale | 69.0       |          | | ウィングデール         | ダッチェス郡          | NY     |
| 非電化   | ドーバー・プレインズ駅              | Dover Plains             | 76.2       |          | | ドーバー・プレインズ   | ダッチェス郡          | NY     |
| 非電化   | テンマイル・リバー駅                | Tenmile River            | 80.0       |          | | アメニア               | ダッチェス郡          | NY     |
| 非電化   | ワセイク駅                          | Wassaic                  | 82.0       |          | | アメニア               | ダッチェス郡          | NY     |